# Google Meet
Google Meet (cunoscut anterior ca Hangouts Meet) este un serviciu de comunicare video dezvoltat de Google. Este una dintre cele două aplicații care înlocuiesc Google Hangouts, cealaltă fiind Google Chat.

## Caracteristici
Funcțiile Google Meet includ:
- Apeluri audio și video bidirecționale și multi-căi cu o rezoluție de până la 720p
- Un chat însoțitor
- Criptarea apelurilor între toți utilizatorii
- Filtru audio de anulare a zgomotului
- Mod de lumină scăzută pentru video
- Posibilitatea de a participa la întâlniri printr-un browser web sau prin aplicații Android sau iOS
- Integrare cu Google Calendar și Google Contacts pentru apeluri de întâlnire cu un singur clic
- Partajarea ecranului pentru a prezenta documente, foi de calcul, prezentări sau (dacă utilizați un browser) alte file de browser
- Abilitatea de a apela la întâlniri utilizând un număr de apelare în SUA
- Gazdele pot refuza intrarea și elimina utilizatorii în timpul unui apel.

Google Meet folosește protocoale proprii pentru transcodarea video, audio și a datelor. Cu toate acestea, Google a colaborat cu compania Pexip pentru a oferi interoperabilitate între Google Meet și echipamente și software de conferințe bazate pe SIP / H.323 .

## Istorie
Google a lansat oficial Meet în martie 2017. Serviciul a fost prezentat ca o aplicație de conferință video pentru până la 30 de participanți, descrisă ca fiind  o versiune alternativă a Hangouts. S-a lansat cu o aplicație web, o aplicație Android și o aplicație iOS .
În timp ce Google Meet a introdus funcțiile de mai sus pentru a actualiza aplicația Hangouts originală, unele funcții standard Hangouts au fost depreciate, inclusiv vizualizarea participanților și conversația simultană. Numărul de fluxuri video permise la un moment dat a fost, de asemenea, redus la 8, acordând prioritate acelor participanți care și-au folosit cel mai recent microfonul. În plus, funcții precum caseta de chat au fost modificate pentru a suprapune fluxurile video, mai degrabă decât pentru a le redimensiona pentru a se potrivi. 
În timpul pandemiei COVID-19 din 2020, utilizarea Meet a crescut cu un factor de 30 între ianuarie și aprilie 2020, cu 100 de milioane de utilizatori pe zi accesând Meet, comparativ cu 200 de milioane de utilizări zilnice pentru Zoom începând cu ultima săptămână din aprilie 2020. Google și-a suspendat limita obișnuită de 60 de minute pentru conturile neplătite.